# Manny Martínez (beisbolista)
Manuel Martínez De Jesús Tapia (San Pedro de Macorís, 3 de octubre de 1970) es un ex jardinero central dominicano que jugó en las Grandes Ligas de Béisbol. Jugó durante cuatro temporadas en las Grandes Ligas con los Marineros de Seattle, Filis de Filadelfia, Piratas de Pittsburgh, y Expos de Montreal. También jugó tres temporadas en la Organización Coreana de Béisbol para los Samsung Lions y LG Twins.
Martínez fue firmado por los Atléticos de Oakland como amateur en 1988 y jugó su primera temporada como profesional con el equipo Clase A, los Southern Oregon A's en 1990, y su última temporada con los Long Island Ducks de la independiente Liga del Atlántico en 2005. Jugó su última temporada con el equipo Triple-A afiliado a los Marlins de la Florida, los Calgary Cannons en el año 2000.
Además ha jugado en la Liga Mexicana para Pericos de Puebla y Rojos del Águila de Veracruz.